# Homologimångfald
Inom matematiken är en homologimångfald (eller generaliserad mångfald) ett lokalt kompakt topologiskt rum X som, grovt sagt, ser ut som en topologisk mångfald från homologiteorins synpunkt.

## Exempel
- Varje topologisk mångfald är en homologimångfald.
- Om X×Y är en topologisk mångfald är X och Y homologimångfalder.

### Allmänna källor
- E. G. Sklyarenko (2001), ”Homology manifold”, i Hazewinkel, Michiel, Encyclopedia of Mathematics, Springer, ISBN 978-1556080104
- W. J .R. Mitchell, "Defining the boundary of a homology manifold", Proceedings of the American Mathematical Society, Vol. 110, No. 2. (Oct., 1990), pp. 509-513.